# Cordia valenzuelana
Cordia valenzuelana är en strävbladig växtart som beskrevs av Achille Richard. Cordia valenzuelana ingår i släktet Cordia, och familjen strävbladiga växter. Inga underarter finns listade i Catalogue of Life.